# Alfred Cortot
Alfred Cortot (Nyon, Suïssa, 26 de setembre de 1877 - Lausana, 15 de juny de 1962) va ser un pianista, pedagog i director d'orquestra suís. És un dels més grans pianistes i pedagogs de la primera meitat del segle xx, destacant per la seva poètica comprensió de les obres per a piano del romanticisme, particularment les de Chopin i Schumann. Els seus cursos d'interpretació musical van ser llegendaris. A més de moltes gires com a pianista, també va ser director convidat de moltes orquestres.

## Biografia
Alfred Cortot va néixer el 26 de setembre de 1877 a Nyon (Suïssa); el seu pare era francès i la mare suïssa. A l'edat de cinc anys debuta tocant el piano a Ginebra. Els seus progressos són tan fulminants que la seva família decideix anar a establir-se a París perquè el jove Alfred pugui continuar la seva educació musical. A l'edat de nou anys l'inscriuen en el prestigiós Conservatori de París i en serà alumne durant deu anys. El 1896, obté el Primer Premi de piano, en la classe de Louis Diémer. Édouard Risler, corepetidor i alumne també de Diémer, el porta a Bayreuth on Alfred Cortot és assistent i on toca davant Cosima Wagner, la filla de Franz Liszt i dona de Richard Wagner.
Es consolida com un pianista i director consumat. Va fer el seu debut en els Concerts Colonne de 1897, tocant el Concert per a piano núm. 3 de Beethoven. Apassionat de Wagner, va formar una societat de concerts que serví per realitzar la primera execució de Götterdämmerung i el Parsifal a França el 1902; també interpretaren el Rèquiem alemany de Brahms, la Llegenda de Santa Elizabeth de Liszt, la Missa solemnis de Beethoven i estrenes de compositors francesos.
El 1905, funda amb Pau Casals i Jacques Thibaud un trio de música de cambra d'un gran prestigi internacional; per molts, el millor trio de l'època. Amb aquest trio també hi va actuar circumstancialment—a Bordeus, Lió i París--, el violinista espanyol Antonio Fernández Bordas. L'activitat del trio no pararà més que al començament de la Segona Guerra Mundial. Un exemple de la seva activitat és l'estrena de la Première sonate por violon et piano de Germaine Tailleferre, a càrrec de Cortot i Jacques Thibaud, el 1922. Al costat de les seves activitats d'intèrpret, Alfred Cortot desenvolupa una important carrera de professor.
El 1907 aconsegueix el càrrec de professor al Conservatori de París. Tota la seva vida alternarà la faceta concertística amb l'ensenyament. Entre els seus alumnes va tenir al moravià Rudolf Firkusny, els espanyols Javier Alfonso, Teresa Alonso Parada i Jeanne Leleu, Clara Haskil, Samson François, Dinu Lipatti, Vlado Perlemuter, Yvonne Desportes i Marguerite Monnot, compositora francesa de moltes de les millors cançons d'Edith Piaf i autora del musical Irma la douce.
El 1918 realitza una gira pels Estats Units. L'any següent funda amb Auguste Mangeot, director de la revista El Món musical, l'École normale de musique de París que més endavant portaria el seu nom.
Durant la Segona Guerra Mundial, és Comissari Superior (Haut-Commissaire) de les Belles Arts del govern de Vichy, membre del Consell Nacional i partidari declarat de la col·laboració. El 1942, és un de pocs pianistes francesos que van tocar a Berlín, en plena ocupació nazi. Aquests fets li donarien bastants problemes al final de la guerra, tenint problemes per donar concerts; però el 1946, reprèn la seva activitat concertista.
A primers del segle xx tingué com alumna a la pianista malaguenya Julia Parody (1890-1973) i uns anys més tard a l'infant d'Espanya, José Eugenio de Baviera (1909-1966), i la franco-suïssa Jacqueline Blancard. A finals dels anys 1930 donà lliçons de piano a Massimo Bogianckino, i a Sergio Lorenzi. En la dècada de 1950 va ser mestre de Janina Fialkowska i Luc Ferrari, Jean-Michel Damase i de la catalana Teresa Llacuna i Puig. El 1958 Cortot donà el seu darrer concert públic al Festival de Prada en companyia de Pau Casals. Moria el 15 de juny de 1962 a Lausana (Suïssa).

## Obra
Alfred Cortot ha tingut una gran influència sobre la interpretació pianística tant a França com a l'estranger, particularment a la Unió Soviètica on els concerts realitzats durant els anys 20, a Moscou i Sant Petersburg, van ser l'origen d'una escissió al món pianístic local. D'un costat, els progressistes portats per Heinrich Neuhaus i Samuel Feinberg es van declarar impressionats pel pianista francès en el punt de repensar la tècnica del piano; de l'altre, els pianistes més academicistes, com Alexandre Goldenweiser, van criticar l'excessiva llibertat en la interpretació. Influí notablement en la carrera del compositor i pianista espanyol Antonio Ruiz Pipó (1915-1997) que fou alumne seu durant els anys d'aquest a París.
En el seu mètode titulat Els Principis racionals de la tècnica pianística (Les Principes rationnels de la technique pianistique), Cortot ha desenvolupat el seu mètode segons el qual la subjectivitat així com la recerca personal de cada artista han d'acompanyar el treball digital i muscular. Aquest llibre conté molts exercicis de digitació per contribuir al desenvolupament de diversos aspectes de la tècnica d'interpretació al piano.
És igualment autor d'edicions amb comentaris d'obres de Chopin, Schumann. Sent el més destacat intèrpret d'aquests compositors, Cortot va fer edicions de la seva música que van ser un referent per la seva meticulositat en relació als problemes tècnics i qüestions de la interpretació.
Malgrat els seus defectes tècnics, Cortot és entre els més grans músics del segle, i representa el final d'una era. És considerat l'últim exponent d'un estil subjectiu i personal que va rebutjar una tècnica precisa en favor de la intuïció, interpretació i esperit autèntic. Aquest manera va ser reemplaçada per la manera moderna, més "científica" de tocar, en la que es prioritzen la lògica i la precisió, amb interpretacions més metronòmiques i literals. Els enregistraments i les anotacions musicals de Cortot sovint són reeditades.